# Julio Garrido Mareca
Julio Garrido Mareca (Madrid, 8 de novembre de 1911 - 14 de maig de 1982) va ser un científic espanyol, acadèmic de la Reial Acadèmia de Ciències Exactes, Físiques i Naturals.

## Biografia
Era fill del comandant d'Estat Major Julio Garrido Ramos, Guàrdia Reial d'Alfons XIII que es va exiliar amb el rei després de la proclamació de la Segona República Espanyola. El 1932 es va llicenciar en ciències naturals per la Universitat de Madrid amb premi extraordinari i va treballar un temps amb el seu supervisor de tesi, Julio Palacios Martínez. Marxà a Alemanya a fer el doctorat, però en esclatar la guerra civil espanyola va tornar a Madrid per estar amb la seva mare i la seva germana.
Especialitzat en cristal·lografia i mineralogia, quan Julio Palacios fou nomenat director de l'Institut Rockefeller Garrido va ser el seu secretari personal i després va passar a la UNESCO, on durant 12 anys va fer de delegat a Egipte, director del Centre de Cooperació Científica de la UNESCO per a Amèrica Llatina i director de recerca del CNRS. El 1965 fou nomenat director de l'Oficina de Ciències de la UNESCO.
El 1969 va deixar la UNESCO i torna a Espanya. Aleshores fou nomenat director del Departament d'Informació i Documentació de la Universitat Autònoma de Madrid i enginyer de l'Institut Nacional de Tècnica Aeroespacial Esteban Terradas. El 1975 va ser escollit acadèmic de la Reial Acadèmia de Ciències Exactes, Físiques i Naturals, i en va prendre possessió el 1976 amb el discurs Taxonomía matemática y filosofía de las normas de la naturaleza.
Ha estat professor visitant a les Universitats del Caire, París, Santiago de Xile i Montevideo, col·laborador del Conseil international de la langue française, president de la Societat Francesa de Cristalografia i Mineralogia i membre de les Acadèmies de Ciències de Coïmbra i de Bolívia. Va morir d'un infart miocardíac el 14 de maig de 1982.

## Obres
- 1929 Notas sobre algunas formas Cristalinas de Vanadita De Santa Marta (Badajoz).
- 1943 Las Formas De La Naturaleza - Cristales Y Seres Vivos (Conferencia Instituto Francais De Madrid, 19 Febrero de 1942) Julio Garrido Mareca
- 1946 Los Rayos X Y La Estructura Fina De Los Cristales. Fundamentos Teóricos Y Métodos Prácticos. Julio Garrido Mareca. Prólogo de Julio Palacios
- 1948 Problemas de Cristalografía morfológica y estructural. Colección Problemas
- 1960 Las Matemáticas y la realidad. Consideraciones sobre la Matemática moderna y la reforma de la enseñanza
- 1966 La Iconofobia Y La Ascesis Del Sentimiento.
- 1969. Buenos Aires, Catecismo Para Los Hombres De Ciencia Religiosamente Subdesarrollados
- 1976. Taxonomía matemática y filosofía de las normas de la naturaleza. Con José María Ríos García. Editor Real Academia de Ciencias Exactas, Físicas y Naturales, 84 pp. ISBN 8460005259
- 1982. El principio de subsidiariedad en el mundo inorgánico
- El espacio recíproco y su aplicación a algunos problemas de la difusión de los rayos X.
- Cristalografia General. De W.F. de Jong y J. Bouman, Julio Garrido Mareca y Federco Portillo García trs.
- Estudio Experimental De La Difusión De Los Rayos X Por Los Cristales De Clorato Sódico.